# Liste der brasilianischen Botschafter in Australien

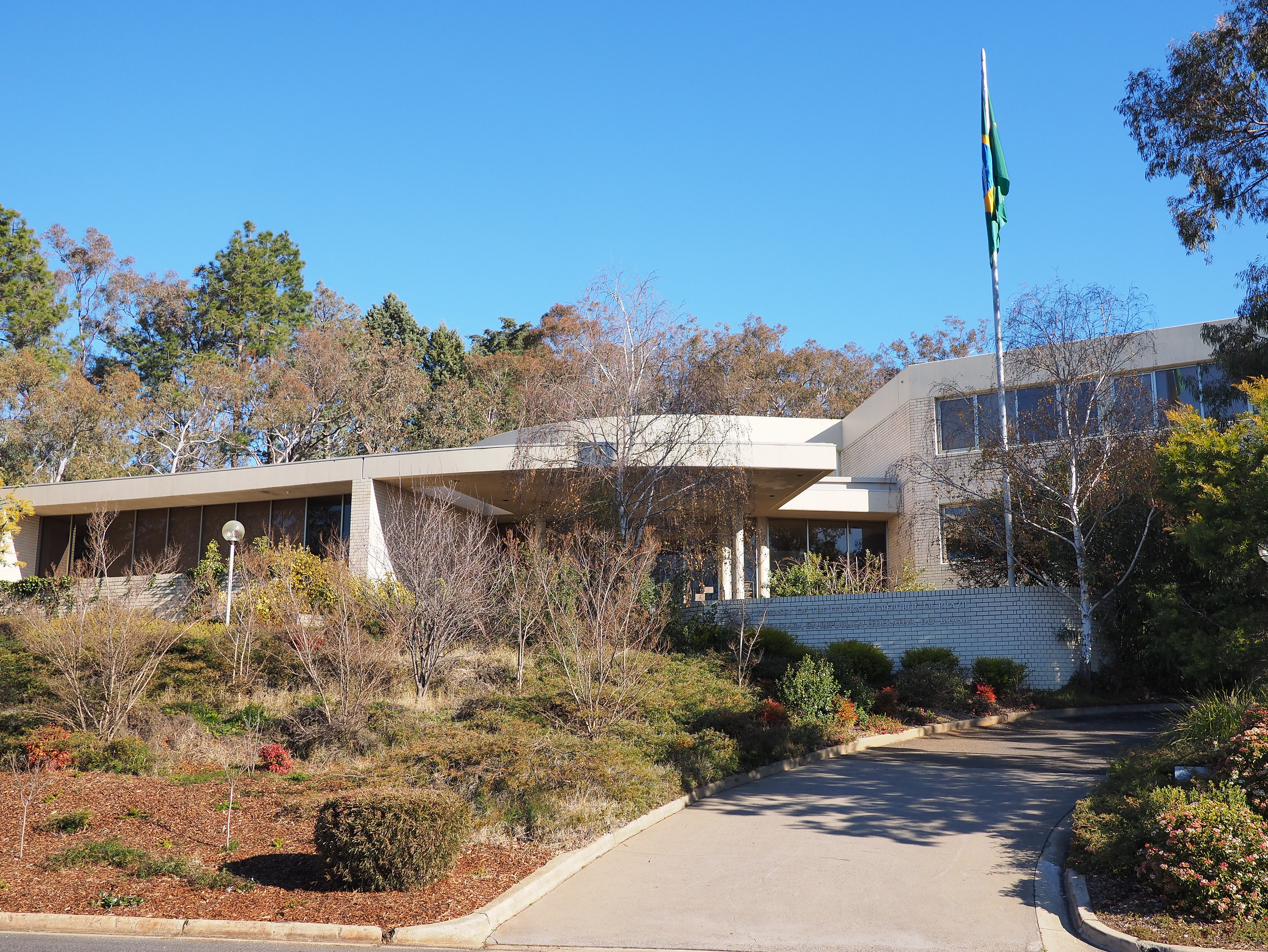
Botschaftsgebäude in Canberra

Der brasilianische Botschafter in Australien residiert in Canberra am 19 Forster Crescent, Yarralumla ACT 2600.
| Ernannt/Akkreditiert | Name                                       | Bemerkungen | ernannt von               | akkreditiert während der Regierung von | Posten verlassen |
| -------------------- | ------------------------------------------ | --- | ------------------------- | -------------------------------------- | ---------------- |
| 18. März 1946        | Oscar Correia                              | außerordentlicher Gesandter und Ministre plénipotentiaire | Eurico Gaspar Dutra       | Ben Chifley                            | 1. Juni 1948     |
| 1949                 | Mário Santos                               | Geschäftsträger | Eurico Gaspar Dutra       | Robert Menzies                         |                  |
| 1. Jan. 1949         | Amárico de Galvâo Bueno                    | außerordentlicher Gesandter und Ministre plénipotentiaire | Eurico Gaspar Dutra       | Robert Menzies                         | 29. Jan. 1949    |
| 1949                 | Mário Santos                               | Geschäftsträger | Eurico Gaspar Dutra       | Robert Menzies                         |                  |
| 20. Dez. 1949        | José Cochrane de Alencar                   | außerordentlicher Gesandter und Ministre plénipotentiaire | Eurico Gaspar Dutra       | Robert Menzies                         | 29. März 1954    |
| 1954                 | Roberto Barthel Rosa                       | Geschäftsträger | João Café Filho           | Robert Menzies                         |                  |
| 21. Aug. 1954        | Pedro de Alcântara Nabuco de Abreu         | außerordentlicher Gesandter und Ministre plénipotentiaire | João Café Filho           | Robert Menzies                         | 10. Juli 1956    |
| 1956                 | Quintino Symphoroso Deseta                 | Geschäftsträger | Juscelino Kubitschek      | Robert Menzies                         | 1957             |
| 18. Apr. 1957        | Landulpho Antônio Borges da Fonseca        | außerordentlicher Gesandter und Ministre plénipotentiaire | Juscelino Kubitschek      | Robert Menzies                         | 4. Juli 1959     |
| 1959                 | João Luiz Areias Netto                     | Geschäftsträger | Juscelino Kubitschek      | Robert Menzies                         |                  |
| 7. Nov. 1959         | Affonso Barbosa de Almeida Portugal        | | Juscelino Kubitschek      | Robert Menzies                         | 23. Juli 1961    |
| 1961                 | Edmundo Radwanski                          | Geschäftsträger | Jânio Quadros             | Robert Menzies                         | 1963             |
| 1. Juli 1963         | Paulo Leão de Moura                        | | Jânio Quadros             | Robert Menzies                         | 8. Mai 1966      |
| 1966                 | Octávio Lafayette de Souza Bandeira        | Geschäftsträger | Humberto Castelo Branco   | Harold Holt                            |                  |
| 1. Okt. 1966         | Margarida Guedes Nogueira                  | Embaixadora | Humberto Castelo Branco   | Harold Holt                            | 11. Mai 1970     |
| 1970                 | Asdrúbal Pinto de Ulysséia                 | Geschäftsträger | Aurélio de Lira Tavares   | John Gorton                            | 1971             |
| 11. Feb. 1971        | Leonardo Eulálio do Nascimento e Silva     | | Aurélio de Lira Tavares   | Gough Whitlam                          | 1974             |
| 1. Jan. 1975         | Oswaldo Biato                              | Geschäftsträger | Ernesto Geisel            | Gough Whitlam                          | 23. Jan. 1975    |
| 24. Jan. 1975        | Miguel Alvaro Osório de Almeida            | | Ernesto Geisel            | Gough Whitlam                          | 1. Dez. 1975     |
| 2. Dez. 1975         | Oswaldo Biato                              | Geschäftsträger | Ernesto Geisel            | Malcolm Fraser                         | 23. Dez. 1975    |
| 24. Dez. 1975        | Miguel Alvaro Osório de Almeida            | (* 9. Oktober 1916 in Rio de Janeiro) | Ernesto Geisel            | Malcolm Fraser                         | 1977             |
| 1978                 | Marcos Henrique Camillo Côrtes             | (* 21. Oktober 1935 in Rio de Janeiro) 11. Apr. 1975: Geschäftsträger in Buenos Aires                                                                                              | Ernesto Geisel            | Malcolm Fraser                         |                  |
| 8. Apr. 1992         | Marcos Henrique Camillo Côrtes             | zum Botschafter in Port Moresby ernannt. MSF 147 de 1992 | Itamar Franco             | Paul Keating                           |                  |
| 14. Dez. 1993        | Ronald Leslie Moraes Small                 | MSF 332 de 1993 vom 2. Dezember 1993 | Itamar Franco             | Paul Keating                           |                  |
| 1. Jan. 1995         | Ronald Leslie Moraes Small                 | zum Botschafter in Wellington ernannt. MSF 102 de 1994 vom 12. Januar 1995 | Fernando Henrique Cardoso | Paul Keating                           |                  |
| 17. Jan. 1995        | Ronald Leslie Moraes Small                 | zum Botschafter in Port Moresby ernannt. MSF 299 de 1994 vom 12. Januar 1995 | Fernando Henrique Cardoso | Paul Keating                           |                  |
| 5. Juli 1995         | Ronald Leslie Moraes Small                 | zum Botschafter in Port Vila ernannt: MSF 82 de 1995 vom 14. Juni 1995 | Fernando Henrique Cardoso | Paul Keating                           |                  |
| 11. Juni 1996        | Renato Prado Guimarães                     | MSF 117 de 1996 vom 21. März 1996 | Fernando Henrique Cardoso | John Howard                            |                  |
| 30. Juni 1998        | Antônio Augusto Dayrell de Lima            | MSF 180 de 1998 vom 17. Juni 1998 | Fernando Henrique Cardoso | John Howard                            |                  |
| 18. Nov. 1998        | Antônio Augusto Dayrell de Lima            | zum Botschafter in Port Vila und Port Moresby ernannt. MSF 182 de 1998 vom 17. Juni 1998                                                                                           | Fernando Henrique Cardoso | John Howard                            |                  |
| 12. Dez. 2002        | Frederico Cezar de Araújo                  | MSF 280 de 2002 vom 27. November 2002 | Fernando Henrique Cardoso | John Howard                            |                  |
| 7. Juli 2005         | Frederico Cezar de Araujo                  | zum Botschafter in Port Moresby ernannt. MSF 153 de 2004 vom 1. März 2005 | Luiz Inácio Lula da Silva | John Howard                            |                  |
| 7. Juli 2005         | Frederico Cezar de Araujo                  | zum Botschafter in Port Vila ernannt. MSF 4 de 2005 vom 30. Juni 2005 | Luiz Inácio Lula da Silva | John Howard                            |                  |
| 8. Aug. 2006         | Fernando Paulo de Mello Barreto Filho      | (* 17. Juli 1948 in São Paulo) Sohn von Lélía Vasconcelíos de Mello Barreto und Fernando Paulo de Mello Barretto. 2003 Generalkonsul in London. MSF 164 de 2006 vom 2. August 2006 | Luiz Inácio Lula da Silva | John Howard                            |                  |
| 15. Juli 2010        | Rubem Antônio Corrêa Barbosa               | gleichzeitig Botschafter in Port Vila. MSF 123 de 2010 vom 6. Juli 2010 und MSF 143 de 2010 vom 6. Juli 2010                                                                       | Luiz Inácio Lula da Silva | Julia Gillard                          |                  |
| 12. Jan. 2012        | Rubem Antônio Corrêa Barbosa               | gleichzeitig Botschafter in Suva, in Yaren und Honiara. MSF 132 de 2011 vom 13. Dezember 2011                                                                                      | Dilma Rousseff            | Julia Gillard                          |                  |
| 27. Mai 2015         | Manuel Innocencio de Lacerda Santos Júnior | gleichzeitig Botschafter für die Salomonen, Papua-Neuguinea, Vanuatu Fidschi und Nauru. SF 92 de 2014 vom 6. Mai 2015                                                              |                           |                                        |                  |
| 21. Sep. 2018        | Sérgio Eduardo Moreira Lima                | gleichzeitig Botschafter für die Salomonen, Papua-Neuguinea, Vanuatu Fidschi und Nauru. MSF 63 de 2018 vom 4. September 2018                                                       |                           |                                        |                  |
| 23. Juli 2021        | Mauricio Carvalho Lyrio                    | gleichzeitig Botschafter für die Salomonen, Papua-Neuguinea, Vanuatu Fidschi und Nauru. MSF 83 de 2020 vom 7. September 2021                                                       |                           |                                        |                  |